# Theridion kraepelini
Theridion kraepelini är en spindelart som beskrevs av Simon 1905. Theridion kraepelini ingår i släktet Theridion och familjen klotspindlar. Inga underarter finns listade i Catalogue of Life.